# Combres-sous-les-Côtes
Combres-sous-les-Côtes är en kommun i departementet Meuse i regionen Grand Est (tidigare regionen Lorraine) i nordöstra Frankrike. Kommunen ligger i kantonen Fresnes-en-Woëvre som tillhör arrondissementet Verdun. År 2022 hade Combres-sous-les-Côtes 108 invånare.

## Befolkningsutveckling
Antalet invånare i kommunen Combres-sous-les-Côtes
| Referens: INSEE |